# Per-Johan Lindholm
Per-Johan Lindholm (7 juli 1938 - medio februari 2008) was een Fins jurist. Hij klom op van lokaal rechter tot uiteindelijk gedurende meer dan twintig jaar rechter van het hooggerechtshof. Daarna was hij nog anderhalf jaar rechter van het Joegoslavië-tribunaal.

## Levensloop
Lindholm studeerde rechten aan de Universiteit van Helsinki en slaagde als Master of Laws in 1961 en voor zijn licentiaat in 1965. Vervolgens deed hij nog een jaar onderzoek aan de Universiteit van Uppsala en een jaar tot 1967 aan de Law School van de Universiteit van Chicago. Tussen 1963 en 1970 was hij daarnaast assistent-hoogleraar aan de Universiteit van Helsinki.
Vervolgens wisselde hij in 1970 naar het Ministerie van Justitie en werd daar in 1972 directeur voor wetgevende zaken. Van 1973 tot 1976 werd hij rechter voor de stadsrechtbank van Helsinki en van 1976 tot 1979 voor het Hof van Beroep in Turku. Vervolgens werd hij in 1979 benoemd tot rechter van het hooggerechtshof van Finland. Hier diende hij tot hij op 10 april 2002 werd beëdigd tot rechter ad litem van het Joegoslavië-tribunaal in Den Haag. Hier trad hij op 17 oktober 2003 terug om gezondheidsredenen. Hij overleed medio februari 2008 en werd op 22 februari begraven in Helsinki.
Lindholm werkte in binnen- en buitenland aan zaken op het gebied van strafrecht en procesrecht en bracht hierover verschillende publicaties in vakbladen voort. Zo was hij van 1969 tot 1984 bestuurslid van het genootschap van Finse strafrechtadvocaten (Kriminalistföreningen) en nam hij in de jaren zeventig zitting in verschillende Finse diplomatieke delegaties op het gebied van luchtvaartrecht en strafrecht. Ook werkte hij voor de Raad van Europa op het gebied van strafrecht. Van 1993 tot 1998 was hij bestuurslid van Lawyers for Human Rights. Van 1974 tot 1995 was hij lid en in 1996 voorzitter van de Finse vereniging van juristen (Juridiska Föreningen i Finland).